# Smal gräslöpare
Smal gräslöpare (Paradromius linearis) är en skalbaggsart som först beskrevs av Olivier 1795.  Smal gräslöpare ingår i släktet Paradromius, och familjen jordlöpare. Arten är reproducerande i Sverige.

## Bildgalleri

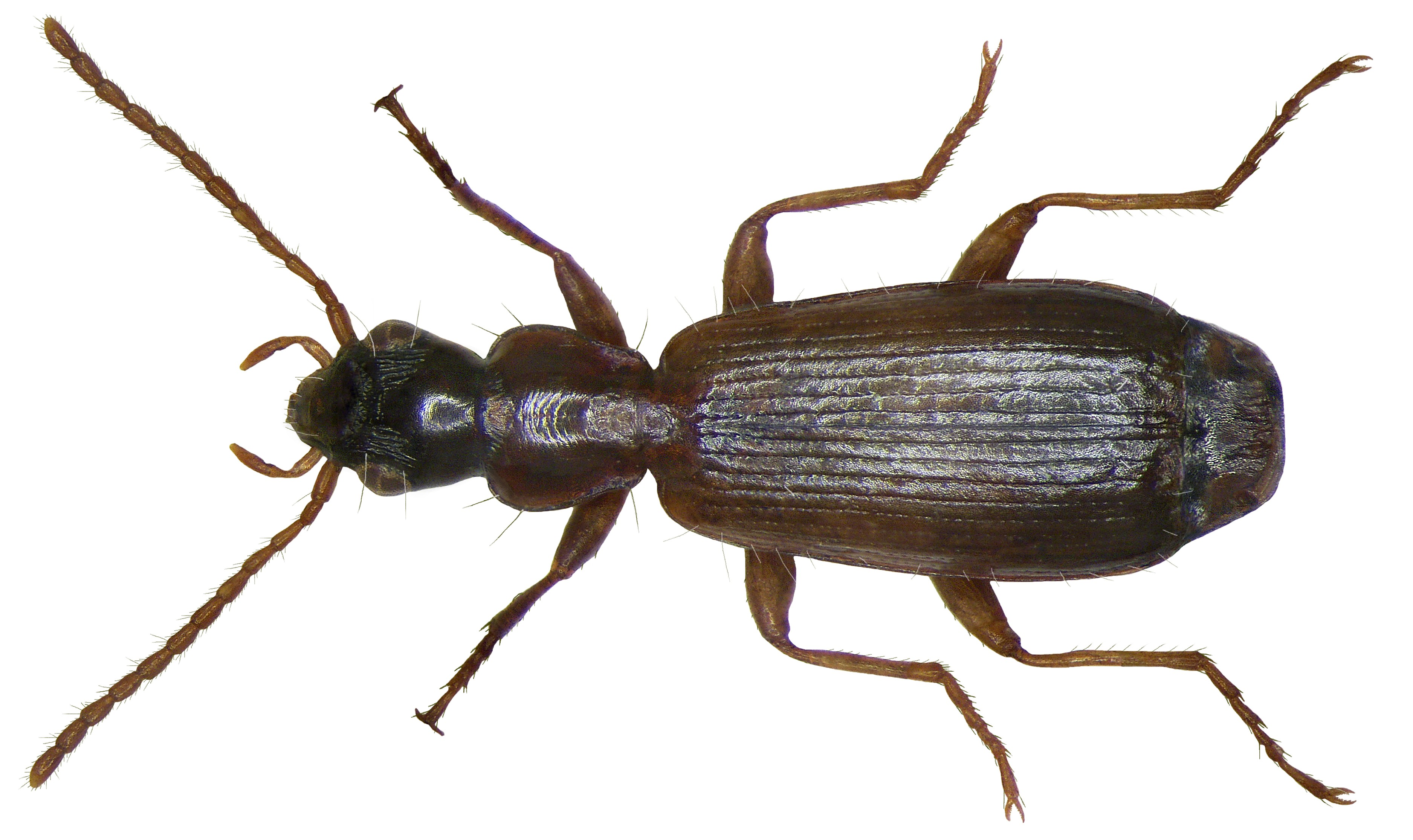
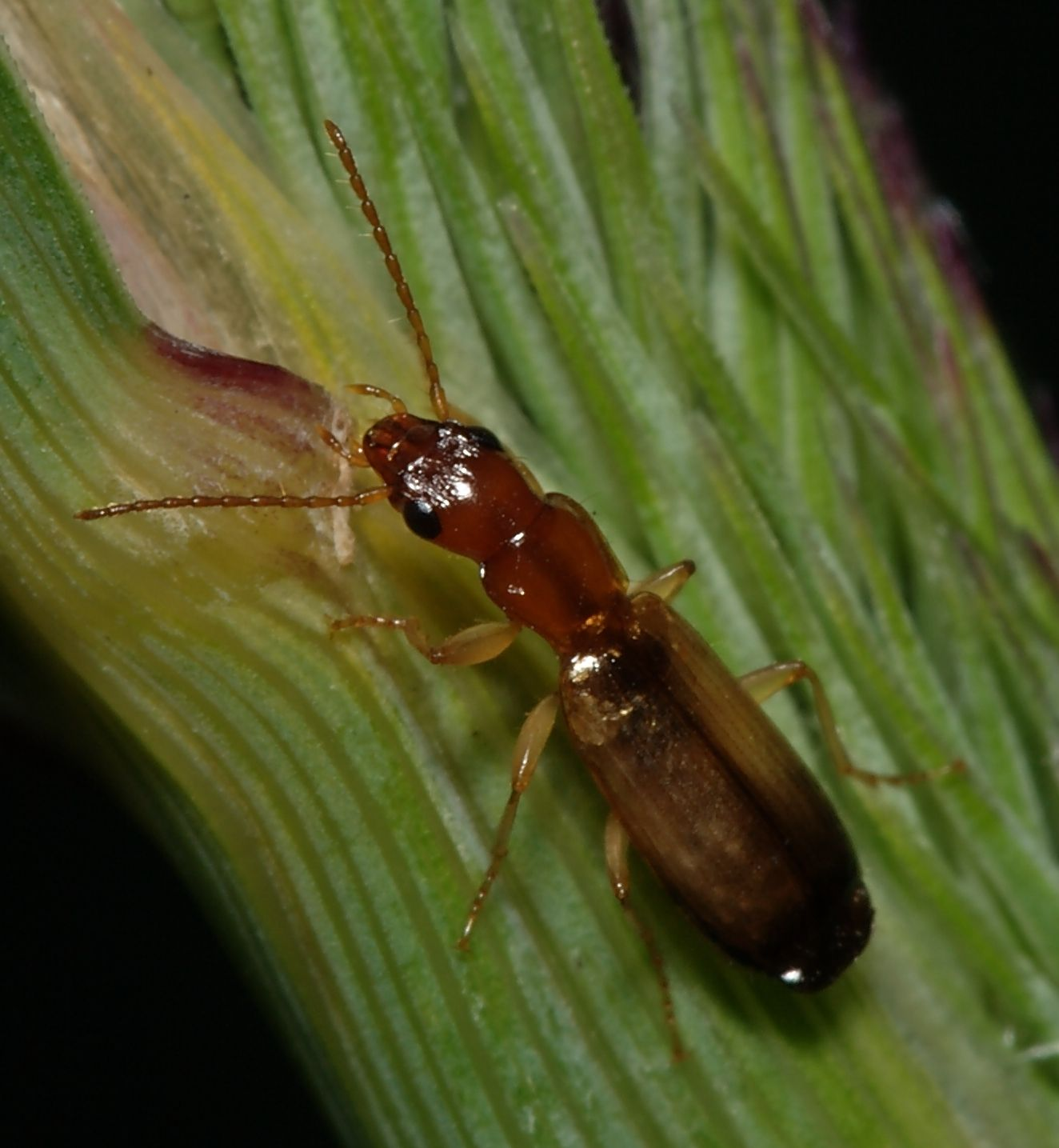